# Siphonaria petersenii
Siphonaria petersenii är en svampart som beskrevs av Karling 1945. Siphonaria petersenii ingår i släktet Siphonaria och familjen Chytridiaceae.   Inga underarter finns listade i Catalogue of Life.